# Llallagua
Llallagua es una ciudad y municipio de Bolivia, ubicado en la provincia de Rafael Bustillo del  Norte del departamento de Potosí. Tiene una población de 40 865 habitantes (INE 2012). Está a 3 901 m s. n. m. Se encuentra 101 km al sudeste de la ciudad de Oruro, 9 km al norte del Uncía, capital de provincia.

## Toponimia
Llallagua (en su forma más usual) o Llallawa (como se escribe en los diccionarios del idioma quechua) es el nombre que dan los indígenas de los Andes a un espíritu benigno que trae abundancia en las cosechas de la papa,[cita requerida] el producto más importante para su subsistencia. Se presenta en los cultivos en la forma de un tubérculo un poco más grande de lo normal y de forma un tanto irregular, como de dos papas unidas entre sí.

## Historia
En los tiempos del Imperio incaico, los nativos de la región llamaron Llallagua a la montaña de esta historia por su configuración parecida a la del tubérculo de la buena suerte.
El precio de la plata, que se había mantenido relativamente estable durante la primera mitad del siglo XIX con oscilaciones leves entre 59 y 62 peniques por onza, comenzó a disminuir a partir de 1865. Este descenso se debió a diversos factores, entre ellos el descubrimiento de grandes yacimientos argentíferos en California, la adopción del marco único de oro en Alemania, lo que implicó la venta masiva de sus reservas de plata como simple metal, la reducción de la demanda en países asiáticos, el uso creciente del papel moneda y otras causas de menor peso. Pese a esta tendencia negativa, la minería argentífera continuó en Bolivia, impulsada por recuperaciones temporales en los precios y, especialmente, por el compromiso de empresarios mineros como Aniceto Arce, Gregorio Pacheco, Avelino Aramayo, Manuel Argandoña, Manuel I. Ramírez, entre otros, que se resistían a aceptar el declive o desaparición de la que se consideraba la industria principal del país.
La aparición del yacimiento de Llallagua en la cordillera marcó un momento decisivo para la economía boliviana a comienzos del siglo XX. En una etapa en que la minería de plata enfrentaba un notable declive, con vetas cada vez más escasas y de menor calidad, el hallazgo de esta fuente de estaño significó una renovación para un país históricamente vinculado a la actividad minera. El descubrimiento coincidió con la caída sostenida de los precios internacionales de la plata y con un escenario nacional desfavorable, agravado por la reciente pérdida del litoral en la Guerra del Pacífico. En este contexto, Llallagua representó una nueva esperanza de desarrollo económico frente al avance de la pobreza.

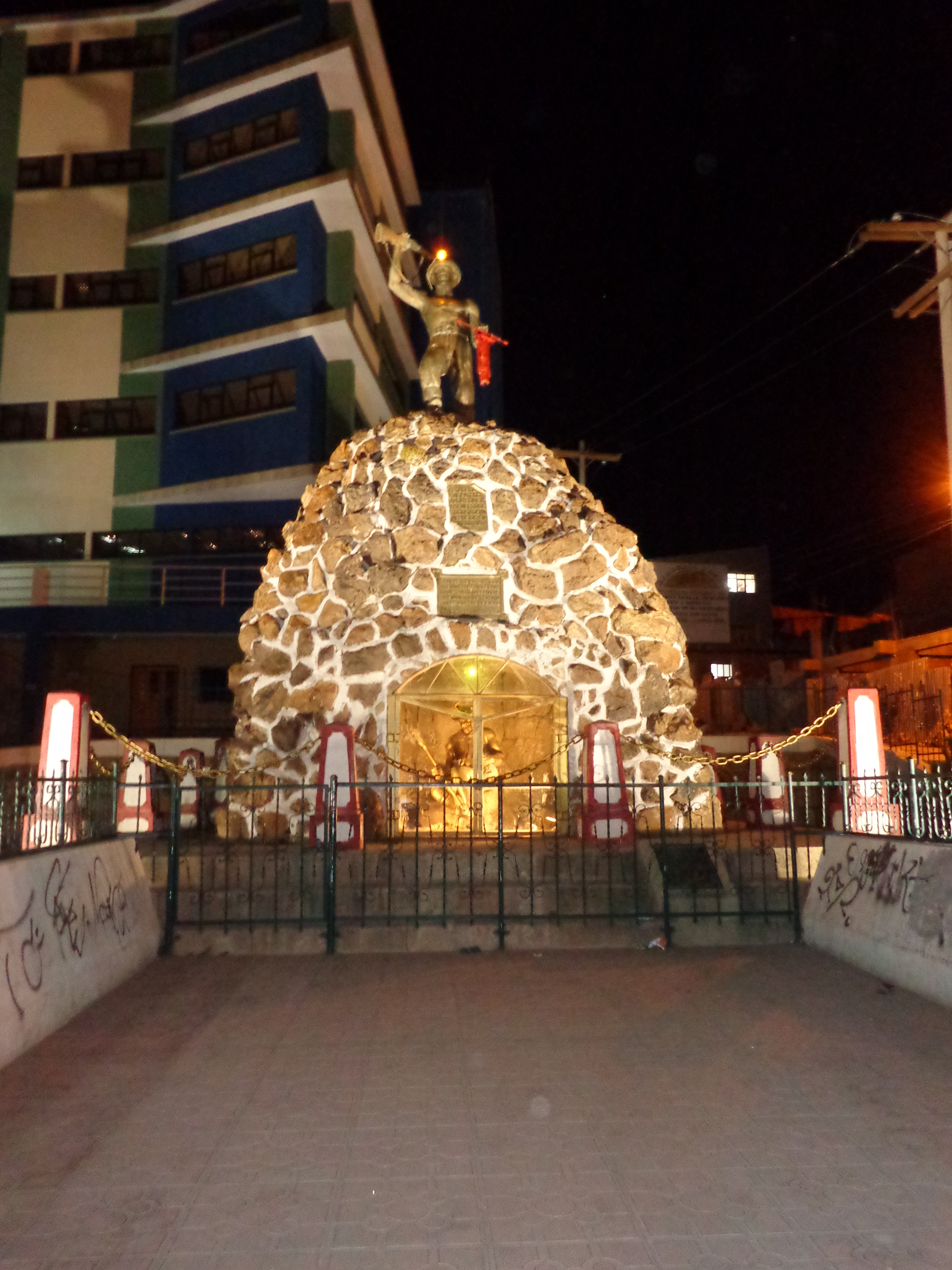
Plaza del Minero en Llallagua

El destino de Bolivia fue seguir siendo nación minera, mas no ya con la plata como producto principal. El estaño, con demanda en aumento y su porvenir asegurado por la industrialización de Europa y los Estados Unidos, se convirtió en el pilar fundamental de la economía boliviana. Aunque el precio de la plata se ha mantenido siempre más alto que el del estaño, su industria decayó en Bolivia por la competencia de los países que podían producir a menor costo y se encontraban más próximos a los mercados.
Los precursores del estaño adaptaron la mecanización y la técnica que para la plata había introducido en Huanchaca el visionario Aniceto Arce. No les habría sido suficiente la buena suerte. La explotación del estaño, para ser económica, requiere técnica avanzada, tenacidad para no claudicar ante las dificultades de cada día, coraje para arriesgar capital en una aventura de futuro muy incierto, visión para planear a largo plazo y vocación para un esfuerzo continuado y total.
Con la explotación de la plata, Bolivia prolongó un sistema de vida económico y social heredado del coloniaje español. En la era del estaño comenzó y sigue en la búsqueda de su verdadera identidad republicana, de su propia personalidad, de su destino nacional.

## Ubicación
El municipio de Llallagua es uno de los tres municipios de la provincia de Rafael Bustillo; limita al sur con el municipio de Uncía y al este con el municipio de Chayanta.

## Geografía
Llallagua se encuentra en el cruce de las tierras altas del departamento de Oruro en las montañas del departamento de Potosí. La vegetación es de la Puna. El clima es el típico clima de día, en la que las fluctuaciones diarias de temperatura son mayores que las fluctuaciones mensuales. La temperatura media anual es de 9 °C, los promedios mensuales varían entre 5 °C en junio y julio, y 11 °C de noviembre a marzo.

## Demografía
De acuerdo con el censo boliviano de 2024, la población del municipio de Llallagua es de 41 571 habitantes.
La población del municipio cambió apenas un poco entre 1992 y 2024:
| Año  | Habitantes (municipio) | Habitantes (ciudad) | Fuente     |
| ---- | ---------------------- | ------------------- | ---------- |
| 1976 | -                      | 23 361              | Censo 1976 |
| 1992 | 39 890                 | 23 305              | Censo 1992 |
| 2001 | 36 909                 | 20 065              | Censo 2001 |
| 2012 | 40 865                 | 25 166              | Censo 2012 |
| 2024 | 41 571                 |                     | Censo 2024 |

## Transporte
Llallagua se ubica a 101 kilómetros por carretera al sureste de Oruro, capital del departamento homónimo.
Desde Oruro, la carretera nacional pavimentada Ruta 1 conduce al sur 22 kilómetros vía Vinto hasta Machacamarquita, ocho kilómetros al norte de Machacamarca. En Machacamarquita, la Ruta 6 se bifurca en dirección sureste y, luego de 79 kilómetros, llega a la localidad de Llallagua por Huanuni. Desde allí, la Ruta 6 recorre otros 98 km por Uncía hasta San Pedro de Macha.

## Atractivos turísticos
- Balnearios de Catavi
- Rutas para escalada deportiva en Catavi y Katiri
- Mina La Salvadora
- Archivo Histórico Minero de Catavi
- Mina Siglo XX
- Arenales de Catavi
- Granzas y cerro de Cascajo
- Tranque Lupi Lupi
- Pampas María Barzola: donde se firmó la nacionalización de las minas
- Cerro Camello
- Festividad de la Virgen de Asunción (13,14,15,16 de agosto)
- Ingenios de siglo XX

## Festividad: Virgen de la Asunción
Del 13 al 16 de agosto, Llallagua es el centro de atracción en todo el norte del departamento de Potosí, ya que se celebra la asunción de la virgen María y, en honor a ella, se celebra la llamada Festividad de la Virgen de la Asunción. A diferencia de otras festividades existentes en el departamento e incluso fiestas patronales del país, esta no es sometida a movimiento de fecha («Al Santo, en su día», reza el refrán popular).
La festividad es organizada por Asconfolk (Asociación de Conjuntos Folklóricos de Llallagua).

## Personas ilustres
- Miguel Alandia Pantoja (Pintor y muralista)
- Domitila Barrios de Chungara (Histórica dirigente de las Amas de Casa)
- Isaac Camacho (Político y sindicalista minero)
- Cirilo Jiménez Álvarez (Sindicalista minero y fundador de la Universidad Nacional “Siglo XX”)